# Poeciloneta vakkhanka
Poeciloneta vakkhanka là một loài nhện trong họ Linyphiidae.
Loài này thuộc chi Poeciloneta. Poeciloneta vakkhanka được Andrei V. Tanasevitch miêu tả năm 1989.